# Lagartos
Lagartos – gmina w Hiszpanii, w prowincji Palencia, w Kastylii i León, o powierzchni 43,53 km². W 2011 roku gmina liczyła 146 mieszkańców.